# 斉秦互帝
斉秦互帝（せいしんごてい、中国語: 齊秦互帝）は、紀元前288年に秦と斉が盟を結び、秦が西帝、斉が東帝を称した事件。
紀元前288年10月、秦の昭襄王が西帝を自称した。そして斉の湣王へ魏冄を派遣し、東帝を称し、共同で趙を攻めるように要請した。斉王は蘇秦に問うと、蘇秦は斉王に受諾するように頼んだ。しかし、後に蘇秦は「秦王が帝号を称し、天下の各国が反対を唱えなければ、斉王は帝号を称することにした。秦王は帝号を称することで天下の各国から非難を浴び、斉王は帝号を称しなかった。また、共同で趙へ侵攻するより、暴虐ぶりで『宋の桀』と知られる康王の宋へ侵攻することが有利です」と説いた。斉王は同意し、帝号から王号に戻した。12月、呂礼は斉から秦へ派遣され、昭襄王は帝号を廃し、秦王を称した。